# Televisió d'alt rang dinàmic

Diagrama de l'espai de color CIE 1931 que mostra l'espai de color DCI-P3 amb l'Illuminant D65 per al punt blanc.

La televisió d'alt rang dinàmic (amb acrònims anglesos HDR o HDR-TV) és una tecnologia que millora la qualitat dels senyals de visualització. Es contrasta amb el rang dinàmic estàndard (SDR) anomenat retroactivament. L'HDR canvia la manera com la luminància i els colors dels vídeos i les imatges es representen al senyal i permet una representació més brillant i detallada, ombres més fosques i detallades i una gamma més àmplia de colors més intensos.
L'HDR permet que les pantalles compatibles rebin una font d'imatge de més qualitat. No millora les propietats intrínseques d'una pantalla (capacitats de brillantor, contrast i color). No totes les pantalles HDR tenen les mateixes capacitats i el contingut HDR tindrà un aspecte diferent en funció de la pantalla utilitzada.

Esquema de l'espai de color CIE 1931 que mostra el Rec. 709 (HDTV) espai de color al triangle. Rec. 709 utilitza il·luminant D65 per al punt blanc.

HDR-TV es va utilitzar per primera vegada el 2014 per millorar els vídeos, i ara també està disponible per a imatges fixes. HDR-TV forma part de la imatge HDR, un procés d'extrem a extrem per augmentar el rang dinàmic d'imatges i vídeos des de la seva captura i creació fins al seu emmagatzematge, distribució i visualització. HDR-TV també millora la gamma de colors, com Rec. 2100 i tots els formats HDR habituals requereixen que l'HDR es presenti amb una àmplia gamma de colors (WCG).
Abans de l'HDR, les millores en la fidelitat de la pantalla normalment s'aconseguien augmentant la quantitat de píxels, la densitat (resolució) i la velocitat de fotogrames de la pantalla. Per contra, l'HDR millora la fidelitat percebuda dels píxels individuals existents. El rang dinàmic estàndard (SDR) encara es basa i està limitat per les característiques dels tubs de raigs catòdics (CRT) més antics, malgrat els enormes avenços en les tecnologies de pantalla i visualització des de l'obsolescència del CRT.

## Formats
Des del 2014, han sorgit diversos formats HDR, com ara HDR10, HDR10+, Dolby Vision i HLG. Alguns formats estan lliures de drets d'autor i d'altres requereixen una llicència. Els formats varien en les seves capacitats.